# Van Alexander
Pour les articles homonymes, voir Alexander.
Van Alexander est un compositeur américain né Alexander Van Vliet Feldman le 2 mai 1915 à Harlem (New York), État de New York (États-Unis), et mort le 19 juillet 2015 à Los Angeles.

## Biographie

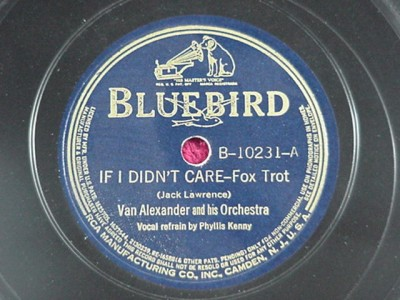
78 tours de Van Alexander
& son orchestre : If I Didn’t Care.

## Filmographie
- 1954 : The Atomic Kid
- 1955 : The Twinkle in God's Eye
- 1956 : Jaguar
- 1957 : L'Ennemi public (Baby Face Nelson)
- 1958 : Le Retour d'André Hardy (Andy Hardy Comes Home)
- 1959 : The Big Operator
- 1959 : La Rafale de la dernière chance (en) (The Last Mile)
- 1959 : Girls Town
- 1960 : Les Jeunes Terreurs (Platinum High School)
- 1960 : La Vie privée d'Adam et Ève (The Private Lives of Adam and Eve)
- 1961 : Adèle ("Hazel") (série TV)
- 1962 : Safe at Home!
- 1963 : 13 filles terrorisées (13 Frightened Girls)
- 1963 : The Farmer's Daughter (série TV)
- 1964 : La Meurtrière diabolique (Strait jacket)
- 1965 : Tuer n'est pas jouer (I Saw What You Did)
- 1965 : Jinny de mes rêves ("I Dream of Jeannie") (série TV)
- 1966 : Tarzan and the Valley of Gold
- 1977 : The Brady Bunch Hour (série TV)
- 2002 : Battle-Axe: The Making of 'Strait-Jacket' (vidéo)

## Chansons
- A-Tisket, A-Tasket[1]